# Dahmsopottekina bifida
Dahmsopottekina bifida is een eenoogkreeftjessoort uit de familie van de Canthocamptidae. De wetenschappelijke naam van de soort is voor het eerst geldig gepubliceerd in 1984 door Schriever.